# Mathey-Tissot
Mathey-Tissot es una empresa suiza fabricante de relojes de prestigio, fundada originalmente en 1886 por Edmond Mathey-Tissot en Les Ponts-de-Martel, en el cantón de Neuchâtel (Suiza). Es una firma independiente con sede en Ginebra, que no está asociado con Tissot, otra firma relojera suiza.

## Historia
Edmond Mathey-Tissot fundó su empresa relojera en el pueblo de Les Ponts-de-Martel en 1886. Comenzó especializándose en relojes de bolsillo con complicaciones, y especialmente en los repetidores, es decir, relojes que marcan la hora, la hora y los cuartos de hora (repetidores de cuartos) o la hora, los cuartos de hora y los minutos (repetidores de minutos). La empresa pronto comenzó a fabricar relojes cronógrafos y ganó varios premios.

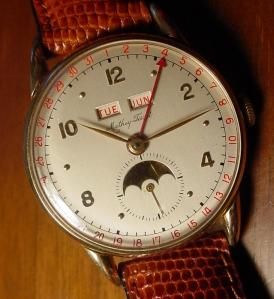
Reloj de oro Mathey-Tissot 'Calamatic', con calendario de tres datos y fase lunar, c. 1947

En 1899, el auge de la segunda guerra bóer supuso un fuerte incremento en la demanda de relojes Mathey-Tissot, por lo que se construyó una nueva fábrica. Entre los pedidos recibidos se encontraba uno de un noble escocés, quien encargó 2500 relojes, tras haber decidido obsequiar a cada hombre del regimiento de su hijo con un reloj de repetición: de oro para los oficiales y de plata para los demás rangos.
En 1914, Mathey-Tissot estuvo representada en el Concurso del Observatorio de Kew con seis cronómetros de observatorio, capaces de cronometrar fracciones de segundo, y todos ellos clasificados como "Clase A" con la mención de "especialmente buenos". Ese mismo año, la firma ganó el Gran Premio de la Exposición Nacional Suiza. Durante la Primera Guerra Mundial, la compañía suministró cronógrafos de precisión al Cuerpo de Ingenieros del Ejército de los Estados Unidos en grandes cantidades, coincidiendo con que el General Pershing, al mando del Fuerza Expedicionaria Estadounidense, eligió los relojes de la firma suiza para obsequiarlos a miembros de su propio personal. Tanto antes como después de la Segunda Guerra Mundial, la compañía continuó abasteciendo al Ejército de los EE. UU. y a la Marina Real británica.
El nombre «E. Mathey-Tissot & Co.» fue inscrito como marca registrada en los Estados Unidos en 1937.
La firma mantuvo una buena relación con República Popular China y fabricó relojes de diseño chino para ese mercado, descritos como «piezas complejas y meticulosas... en el ámbito de la relojería de alta gama».
En 1969 y 1970, Elvis Presley adquirió varias docenas de relojes automáticos Mathey-Tissot personalizados para regalar a familiares, amigos y al personal que trabajaba para él, con el propósito de identificar a los usuarios como personas con derecho privilegiado de acceso a los conciertos y giras de Presley. Los biseles de estos relojes llevan la inscripción ELVIS PRESLEY en letras en relieve y cuatro estrellas.

## Época moderna
Mathey-Tissot ya no produce sus propios movimientos. En su lugar, la empresa personaliza relojes mecánicos y de cuarzo equipados con movimientos producidos por terceros. Su logotipo es similar al "símbolo de la paz" de la Campaña para el Desarme Nuclear, pero invertido, con las palabras "Mathey-Tissot" manuscritas sobre las palabras impresas "desde 1886".
El nombre de Mathey-Tissot está registrado en el Organización Mundial de la Propiedad Intelectual, bajo la razón social E. Mathey-Tissot & Co. SA, con domicilio social en Boulevard de Pérolle, Friburgo, Suiza.